# Franco Coscia
Franco Javier Coscia (Bell Ville, Provincia de Córdoba, Argentina; 30 de abril de 1981) es un piloto argentino de automovilismo. Iniciado en el ambiente del karting, inició su carrera profesional en el año 1999, compitiendo en la Fórmula Renault Argentina.

## Biografía deportiva

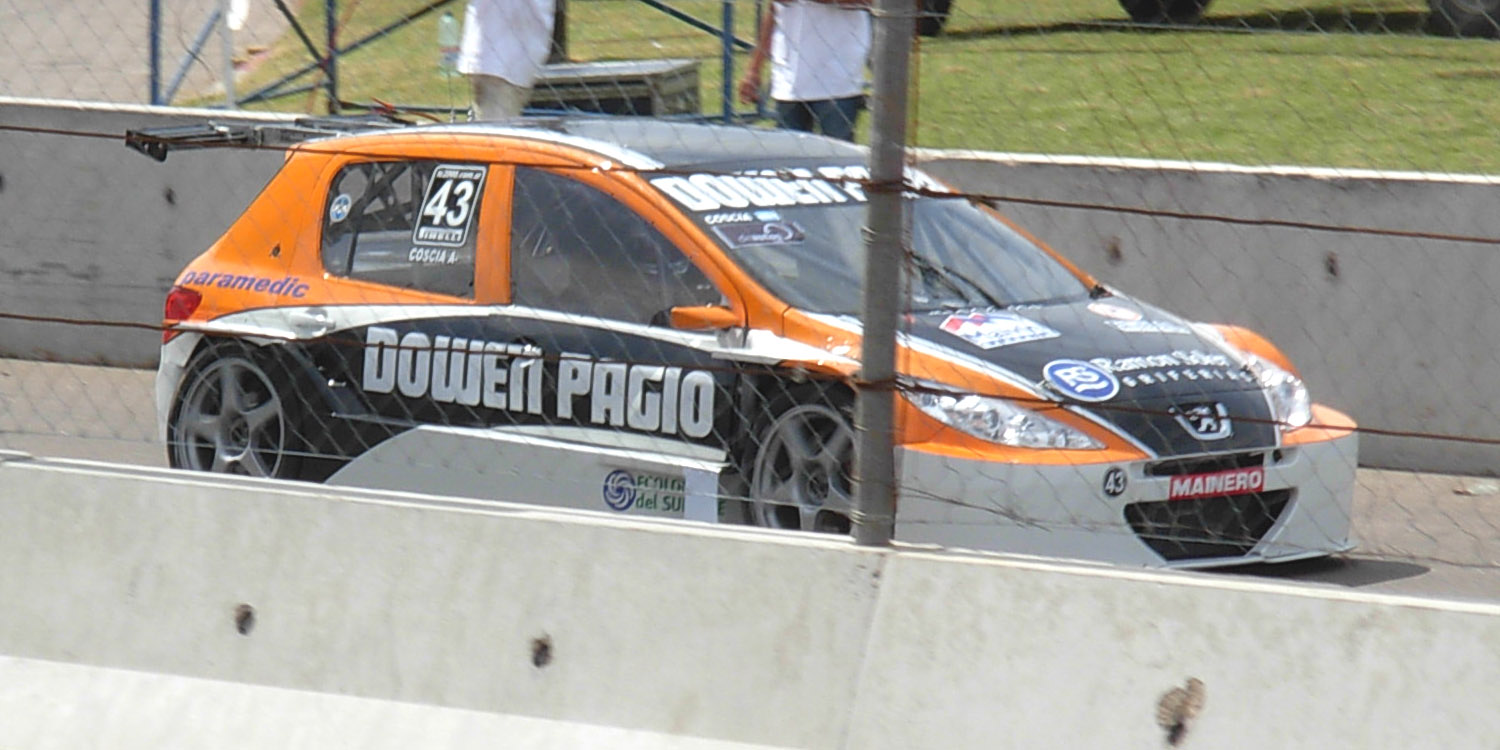
Franco Coscia en Punta del Este 2010

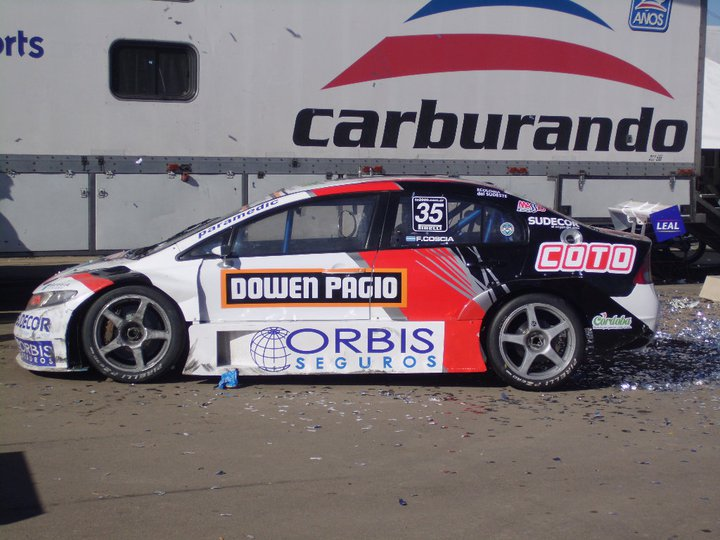
Honda Civic VIII 2011 de Coscia.

Inició su carrera deportiva compitiendo en karting en el año 1991, obteniendo diferentes distinciones en esta discipina. Profesionalmente, debutó en el año 1999 en la Fórmula Renault, teniendo también incursiones a nivel internacional, como ser en la Fórmula 3 Sudamericana (Clase Light y Clase Mayor), en la Fórmula Súper Renault Argentina y en las Fórmula 3 alemana y austríaca. En 2005 realiza su debut en automóviles de Turismo al competir en el TC 2000 con un Mitsubishi Lancer del equipo GF Racing. En los años siguientes, Participaría casi exclusivamente en el TC 2000 compitiendo para equipos particulares y llegando a proclamarse Campeón de la Copa TC 2000 de pilotos privados en el año 2011. A pesar de este logro, Coscia terminaría viendo frustrada su continuidad dentro del TC 2000 producto de una serie de problemas económicos que influirían en su retiro de la actividad, inmediatamente después de haberse consagrado campeón. Finalmente, estos problemas consiguieron ser subsanados y Coscia pudo retornar a la actividad, pero en la Clase 3 del Turismo Nacional donde debutó en el año 2012 a bordo de un Ford Focus II, cambiando más tarde a un Chevrolet Astra.

## Trayectoria
- 1991. Karting zonal puma 98
- 1992. Subcampeón 50 c.c.libres
- 1993. Campeón 50 libres y 3.º Juniors 125c.c.
- 1994. Campeón juniors 125 c,c.
- 1995. Junior 125c.c. Nacional
- 1996. 125 c.c. Señor
- 1997. Campeonato Interfederatico Argentino- Campeonato Paulista de Karting
- 1998. Campeón zonal Señor
- 1999. Debut FR
- 2000. F3 Sudam Light (3.º)
- 2001. F3 Sudam
- 2002. FSR
- 2003. FSR
- 2004. F3 Alemana, F3 Austríaca
- 2005. TC2000 (Mitsubishi Lancer)
- 2006. TC2000 (Honda Civic)
- 2007. TC2000 (Honda Civic)
- 2008. TC2000 (Honda Civic VII)
- 2009. TC2000 Privados (Toyota Corolla-Honda New Civic)
- 2010. TC2000 Privados (Peugeot)
- 2011. Campeón TC2000 Privados (Honda New Civic)
- 2012. Turismo Nacional (Chevrolet Astra)
- [4][5]

## Palmarés
| Título  | Categoría                              | Automóvil        | Año  |
| ------- | -------------------------------------- | ---------------- | ---- |
| Campeón | Campeonato TC 2000 de Pilotos Privados | Honda Civic VIII | 2011 |

## Resultados

### Turismo Competición 2000
| Año  | Equipo                     | Auto                 | 1    | 2   | 3   | 4   | 5   | 6   | 7   | 8   | 9   | 10  | 11  | 12    | 13  | 14  | Res. | Puntos |
| ---- | -------------------------- | -------------------- | ---- | --- | --- | --- | --- | --- | --- | --- | --- | --- | --- | ----- | --- | --- | ---- | ------ |
| 2005 |                            |                      | BA I | PAR | VIE | SJU | OLA | AG  | CUR | OBE | RAF | SRA | CON | BA II | SL  | GR  | -    | 0      |
| 2005 | Mitsubishi Racing          | Mitsubishi Lancer VI |      |     | Ret | Ret | Ret | Ret |     | 14  | 21  | Ret | 23† | Ret   | Ret | 17  | -    | 0      |
| 2006 |                            |                      | BA I | OLA | CR  | VIE | SFE | SJU | SRA | RES | CUR | SMM | GR  | BA II | OBE | PAR | -    | 0      |
| 2006 | Bainotti Racing Team       | Honda Civic VI       | Ret  | Ret | 13  | Ex. | NL  | Ret | 21† |     |     |     |     |       |     |     | -    | 0      |
| 2006 | Bainotti Racing Team       | Honda Civic VII      |      |     |     |     |     |     |     | Ret | 11  | NL  | 15  | Ret   | 14  | Ret | -    | 0      |
| 2007 |                            |                      | CR   | GR  | BB  | SMM | SJU | SP  | AG  | SFE | SRA | VIE | BA  | OBE   | SL  | PDE | 21.º | 10     |
| 2007 | Honda Racing Dowen Pagio   | Honda Civic VII      | 8    | 12  | 23† | 21  | 13  | 17  | Ret | Ret | Ret | 10  | 23† | Ret   | 12  | Ret | 21.º | 10     |
| 2008 |                            |                      | PAR  | SAL | GR  | SFE | SJU | RES | AG  | BA  | OBE | TRH | VIE | SMM   | PDF | PDE | 23.º | 2      |
| 2008 | Bainotti Dowen Pagio       | Honda Civic VIII     | Ret  | Ret | Ret | 16† | 14† | 17  | 14  | 9   | Ret | 13  | Ret |       |     |     | 23.º | 2      |
| 2008 | Malta Advanced Racing Team | Honda Civic VIII     |      |     |     |     |     |     |     |     |     |     |     | 20†   | Ret | NL  | 23.º | 2      |
| 2009 |                            |                      | AG   | GR  | OBE | SMM | TRH | RES | BA  | CEN | SFE | SFE | SJU | SJU   | PDF |     | 20.º | 9      |
| 2009 | Basalto TTA                | Toyota Corolla X     | 12   |     | 11  | 7   | 9   | 18  | 15  | Ret |     |     |     |       |     |     | 20.º | 9      |
| 2009 | Fineschi Racing            | Honda Civic VII      |      |     |     |     |     |     |     |     | 20† | 17  |     |       |     |     | 20.º | 9      |
| 2009 | Escudería Río de la Plata  | Honda Civic VIII     |      |     |     |     |     |     |     |     |     |     | NL  | WD    | Ret |     | 20.º | 9      |
| 2010 |                            |                      | PDE  | SMM | GR  | AG  | RES | TRH | LR  | SFE | SFE | CEN | OBE | BA    | PDF |     | 25.º | 1      |
| 2010 | Vittal DTA Team            | Peugeot 307          | 15   | 20  | Ret | 18  | Ret | 14  | Ret | 10  | Ret | 18  | 13  | Ret   | 17  |     | 25.º | 1      |
| 2011 |                            |                      | GR   | SFE | SFE | SMM | SJU | RES | AG  | TRH | LPL | TRE | JUN | PDF   | PAR |     | 24.º | 9      |
| 2011 | Escudería Río de la Plata  | Honda Civic VIII     | 13   | 14  | 10  | 18  | 19  | 20  | 17  | 21  | 20  | 24  |     |       |     |     | 24.º | 9      |

#### Copa de Pilotos Privados
| Año  | Equipo                    | Auto             | 1   | 2   | 3   | 4   | 5   | 6   | 7   | 8   | 9   | 10  | 11  | 12  | 13  | Res. | Puntos |
| ---- | ------------------------- | ---------------- | --- | --- | --- | --- | --- | --- | --- | --- | --- | --- | --- | --- | --- | ---- | ------ |
| 2009 |                           |                  | AG  | GR  | OBE | SMM | TRH | RES | BA  | CEN | SFE | SFE | SJU | SJU | PDF | 10.º | 12     |
| 2009 | Basalto TTA               | Toyota Corolla X | 7   |     | 5   | 2   | 3   | 7   | 6   | Ret |     |     |     |     |     | 10.º | 12     |
| 2009 | Fineschi Racing           | Honda Civic VII  |     |     |     |     |     |     |     |     | 11† | 7   |     |     |     | 10.º | 12     |
| 2009 | Escudería Río de la Plata | Honda Civic VIII |     |     |     |     |     |     |     |     |     |     | NL  | WD  | Ret | 10.º | 12     |
| 2010 |                           |                  | PDE | SMM | GR  | AG  | RES | TRH | LR  | SFE | SFE | CEN | OBE | BA  | PDF | 3.º  | 32     |
| 2010 | Vittal DTA Team           | Peugeot 307      | 2   | 2   | Ret | 6   | Ret | 2   | Ret | 1   | Ret | 1   | 2   | Ret | 5   | 3.º  | 32     |
| 2011 |                           |                  | GR  | SFE | SFE | SMM | SJU | RES | AG  | TRH | LPL | TRE | JUN | PDF | PAR | 1.º  | 46     |
| 2011 | Escudería Río de la Plata | Honda Civic VIII | 1   | 1   | 1   | 3   | 1   | 3   | 1   | 1   | 3   | 3   |     |     |     | 1.º  | 46     |

#### Copa Endurance Series
| Año  | Equipo                    | Auto             | 1   | 2   | 3   | Res. | Puntos |
| ---- | ------------------------- | ---------------- | --- | --- | --- | ---- | ------ |
| 2009 |                           |                  | TRH | BA  | PDF | 23.º | 2      |
| 2009 | Basalto TTA               | Toyota Corolla X | 9   | 15  |     | 23.º | 2      |
| 2009 | Escudería Río de la Plata | Honda Civic VIII |     |     | Ret | 23.º | 2      |
| 2010 |                           |                  | TRH | CEN | BA  | -    | 0      |
| 2010 | Vittal DTA Team           | Peugeot 307      | 14  | 18  | Ret | -    | 0      |

### Súper TC 2000
| Año  | Equipo        | Auto              | 1    | 2   | 3   | 4    | 5   | 6   | 7   | 8   | 9   | 10  | 11    | 12  | 13 | 14    | Res. | Puntos |
| ---- | ------------- | ----------------- | ---- | --- | --- | ---- | --- | --- | --- | --- | --- | --- | ----- | --- | -- | ----- | ---- | ------ |
| 2016 |               |                   | TRE  | ROS | SMM | AG I | TRH | OBE | BA  | SFE | SFE | TOA | SJU   | GR  | GR | AG II | -    | -      |
| 2016 | Riva Racing   | Ford Focus III    |      |     |     |      |     |     | 14  |     |     |     |       |     |    |       | -    | -      |
| 2017 |               |                   | BA I | PDF | SMM | ROS  | ROS | TRH | RAF | OBE | SFE | SFE | BA II | SJU | GR | AG    | -    | -      |
| 2017 | JM Motorsport | Chevrolet Cruze I |      |     |     |      |     |     |     |     |     |     | Ex.   |     |    |       | -    | -      |

### TC 2000
| Año  | Equipo     | Auto               | 1    | 2    | 3   | 4   | 5   | 6   | 7  | 8  | 9  | 10 | 11 | 12   | 13   | 14    | 15  | 16  | 17    | 18    | 19  | 20  | 21  | 22  | Res. | Puntos |
| ---- | ---------- | ------------------ | ---- | ---- | --- | --- | --- | --- | -- | -- | -- | -- | -- | ---- | ---- | ----- | --- | --- | ----- | ----- | --- | --- | --- | --- | ---- | ------ |
| 2018 |            |                    | AG I | AG I | CDU | CDU | CON | CON | RC | RC | BA | LP | LP | SL I | SL I | AG II | SMM | SMM | SL II | SL II | ROS | ROS | PAR | PAR | 28.º | 42     |
| 2018 | Pro Racing | Chevrolet Cruze II | Ret  | 13   | 22  | 9   | 10  | 22  | 6  | 13 |    |    |    |      |      |       |     |     |       |       |     |     |     |     | 28.º | 42     |

### TCR South America
| Año  | Equipo          | Auto                         | 1     | 2   | 3   | 4   | 5   | 6      | 7      | 8   | 9   | 10  | 11  | 12  | 13  | 14  | 15  | 16  | 17  | 18  | 19  | Pos. | Pts. |
| ---- | --------------- | ---------------------------- | ----- | --- | --- | --- | --- | ------ | ------ | --- | --- | --- | --- | --- | --- | --- | --- | --- | --- | --- | --- | ---- | ---- |
| 2022 |                 |                              | VEL   | VEL | INT | GOI | GOI | RIV    | RIV    | EPI | EPI | TRH | BA  | BA  | VIL | VIL |     |     |     |     |     | -    | 0    |
| 2022 | Squadra Martino | Honda Civic Type-R TCR (FK2) |       |     |     |     |     |        |        |     |     | Ret |     |     |     |     |     |     |     |     |     | -    | 0    |
| 2023 |                 |                              | AG    | AG  | ROS | ROS | TRH | INT    | RIV    | RIV | EPI | EPI | LAP | LAP | VLP | VLP | VEL | VEL | CAS | CAS |     | 44°  | 10   |
| 2023 | Squadra Martino | Honda Civic Type-R TCR (FK7) |       |     |     |     | 15  | 11     |        |     |     |     |     |     |     |     |     |     |     |     |     | 44°  | 10   |
| 2024 |                 |                              | INT I | CAS | CAS | VEL | VEL | INT II | INT II | EPI | EPI | MER | MER | TBD | TBD | BUE | BUE | TRH | TRH | ROS | ROS | °    |      |
| 2024 | Squadra Martino | Honda Civic Type-R TCR (FK7) | Ret   |     |     |     |     |        |        |     |     |     |     |     |     |     |     |     |     |     |     | °    |      |

#### Copa Trophy
| Año  | Equipo          | Auto                         | 1  | 2  | 3   | 4   | 5   | 6   | 7   | 8   | 9   | 10  | 11  | 12  | 13  | 14  | 15  | 16  | 17  | 18  | Pos. | Pts. |
| ---- | --------------- | ---------------------------- | -- | -- | --- | --- | --- | --- | --- | --- | --- | --- | --- | --- | --- | --- | --- | --- | --- | --- | ---- | ---- |
| 2023 |                 |                              | AG | AG | ROS | ROS | TRH | INT | RIV | RIV | EPI | EPI | LAP | LAP | VLP | VLP | VEL | VEL | CAS | CAS | 9°   | 64   |
| 2023 | Squadra Martino | Honda Civic Type-R TCR (FK7) |    |    |     |     | 3   | 3   |     |     |     |     |     |     |     |     |     |     |     |     | 9°   | 64   |

### TCR Brasil
| Año  | Equipo          | Auto                         | 1     | 2   | 3   | 4   | 5   | 6   | 7   | 8      | 9      | 10  | 11  | Pos. | Pts. |
| ---- | --------------- | ---------------------------- | ----- | --- | --- | --- | --- | --- | --- | ------ | ------ | --- | --- | ---- | ---- |
| 2023 |                 |                              | INT   | RIV | RIV | VLP | VLP | VEL | VEL | VEL    | VEL    | CAS | CAS | 27°  | 13   |
| 2023 | Squadra Martino | Honda Civic Type-R TCR (FK7) | 9     |     |     |     |     |     |     |        |        |     |     | 27°  | 13   |
| 2024 |                 |                              | INT I | CAS | CAS | CAS | CAS | VEL | VEL | INT II | INT II | BUE | BUE | °    |      |
| 2024 | Squadra Martino | Honda Civic Type-R TCR (FK7) | Ret   |     |     |     |     |     |     |        |        |     |     | °    |      |